# Neverita didyma
Neverita didyma (denominada, em inglês, hepatic moon snail ou bladder moon snail) é uma espécie predadora de molusco gastrópode marinho do oeste do oceano Pacífico e oceano Índico, até o sudeste da África; pertencente à família Naticidae da ordem Littorinimorpha. Foi classificada por Peter Friedrich Röding com o nome Albula didyma, em 1798, na obra Museum Boltenianum sive Catalogus cimeliorum e tribus regnis naturae quae olim collegerat Joa. Fried. Bolten M. D. p. d. Pars secunda continens Conchylia sive Testacea univalvia, bivalvia et multivalvia.

## Descrição da concha e hábitos
Concha rotunda, lustrosa e fina, de coloração castanha a purpureada ou branca, coberta com ápice mais escurecido; dotada de espiral baixa e com quase 10 centímetros de comprimento, quando desenvolvida. Por baixo é visível uma pequena depressão, próxima à sua columela e ao seu lábio externo, que é pouco engrossado; com abertura, próxima, dotada de um opérculo córneo e castanho.

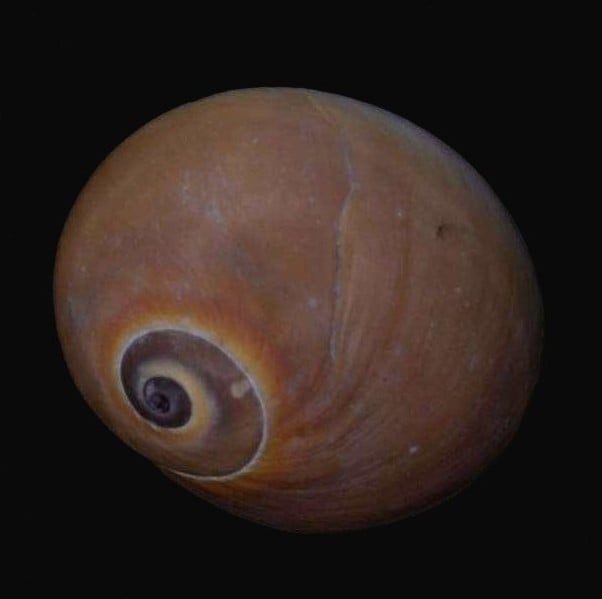
Uma concha de N. didyma (Röding, 1798)[1], coletada na China; espécime da coleção do Museu de História Natural de Leiden.

A espécie vive em substrato arenoso, onde se enterra, e que vai da zona entremarés até uma profundidade de 100 metros. Em Singapura é pescada entre os 2 e os 10 metros.

## Distribuição geográfica e uso humano
Neverita didyma ocorre no Pacífico Ocidental, entre o Japão, passando pelo Sudeste Asiático, até Queensland, na Austrália, Oceania; e indo para o oeste, no oceano Índico, até o sudeste da África. Na culinária coreana estes moluscos são denominados golbaengi (골뱅이) e servidos como golbaengi-muchim (골뱅이무침 - golbaengi com salada temperada).